# Bittersberg
Bittersberg es una caldera volcánica de Westerwald, Alemania. 
Totalmente erosionada, está compuesta de traquitas, fonolitas y basalto. 

## Localización
Sus coordenadas son:  50.604613°N   7.798535°E